# 大井利江
大井 利江（おおい としえ、1948年8月29日 - ）は、岩手県洋野町（旧種市町）出身の陸上競技選手。車いすを使用しており、専門は円盤投げ、砲丸投げである。

## 経歴
漁師の家に生まれ、岩手県立一戸高等学校時代は野球部に所属、1年生からレギュラーとして活躍し県大会での優勝も果たした。しかし、大井が2年生の時に、父親の怪我により、家計を支えるため高校を中退し、マグロの遠洋漁業の漁師となった。だが大井が39歳の時に、ミッドウェー沖への漁に出ていた際、漁具が首に落下し頚椎を骨折、首と腕以外の自由を失い、握力もなくなった。
リハビリで水泳を始め、その後、50歳の頃に円盤投げに出会い、徐々に記録を伸ばした。コーチの瀬上健司の指導もあり、55歳の2002年に自身にとって初の国際大会となるアジアオセアニアスポーツ大会で19m97の世界記録を打ち立てて優勝した 。
2004年のアテネパラリンピックで銀メダルを獲得、2006年のIPC世界陸上選手権大会では優勝を果たし、同年のジャパンパラリンピックでは26m62の世界記録を樹立した。2008年の北京パラリンピックには世界記録の保持者として出場し、記録の更新はならなかったものの、上位の2人が1クラス軽い障害の中、3位で銅メダルを獲得し 、2012年ロンドンパラリンピックにも出場した。2016年リオデジャネイロパラリンピックでは、大井の障害クラスで円盤投げが実施されないことになったため、砲丸投げに転向して出場、7位に入賞した 。

## 表彰
- 2004年10月　県社会福祉表彰（岩手県）[16]
- 2008年10月　県社会福祉表彰（岩手県）[17]